# Pocillopora

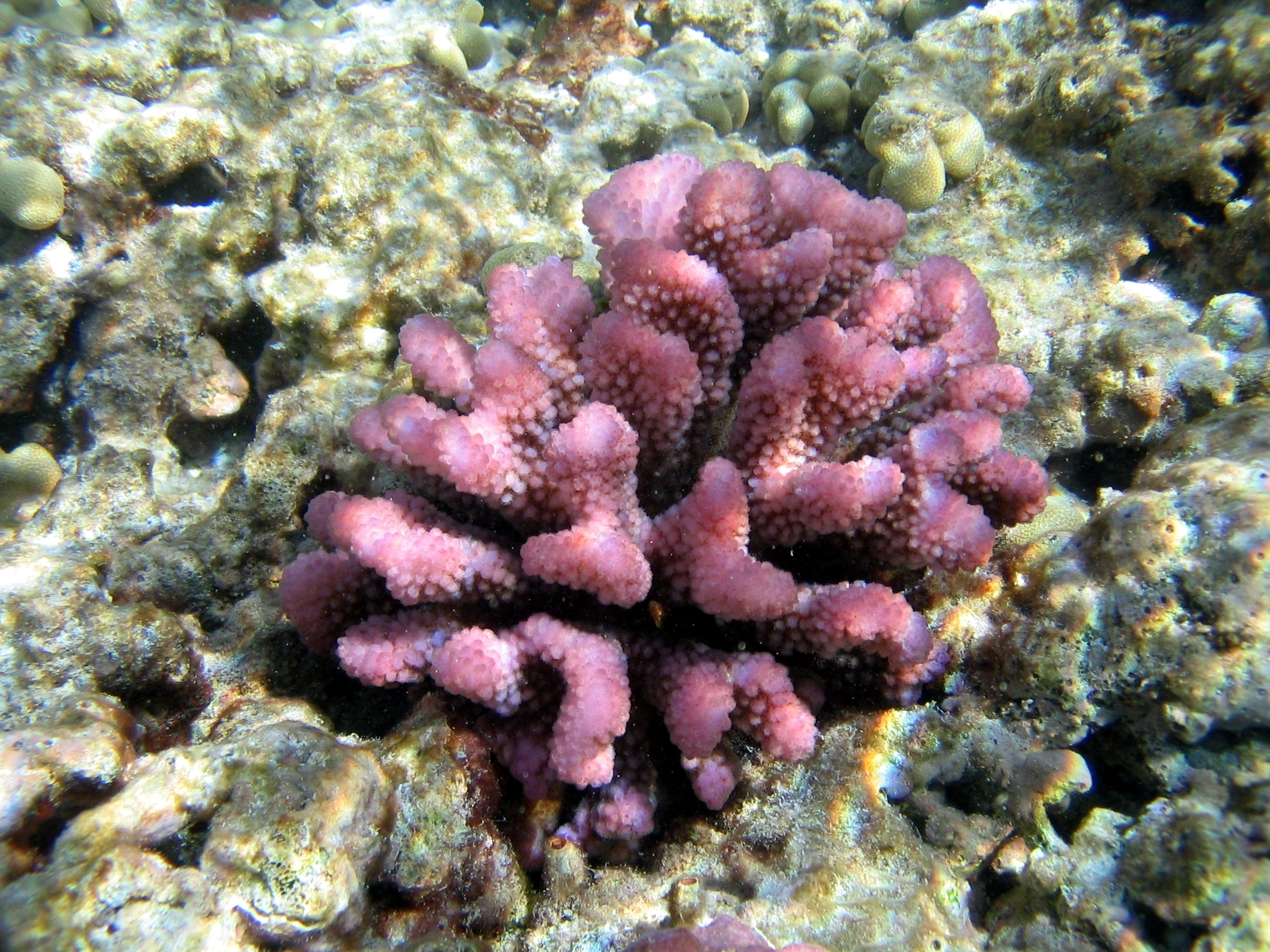
Pocillopora meandrina am Naturstandort im Nordwesten Hawaiis

Pocillopora (Lat.: pocillum = Becherchen; Griech.: poros = Öffnung) ist eine Gattung der Steinkorallen (Scleractinia), die im Roten Meer und in den tropischen Bereichen des Indischen Ozeans und des Pazifiks vorkommt. Bei Hawaii und im östlichen Pazifik kann sie zur dominierenden Steinkorallengattung werden und die dort nicht mehr vorkommenden Acroporen ersetzen.

## Merkmale
Pocilloporen sind von sehr variabler Wuchsform, je nachdem, wo ihr Standort im Riff ist. Sie leben im flachen Wasser und bilden kleine buschförmige Kolonien. Ihre Äste sind dick, kalkreich und von zahlreichen, Verrucae genannten Höckern überzogen. Die Farbe ist meist bräunlich, kann aber auch gelblich, rosa oder pink sein.
Wie die meisten anderen Steinkorallen leben die Pocilloporen in einer symbiotischen Beziehung mit kleinen Algen (Zooxanthellen), die die Korallen mit Nährstoffen versorgen.
Neben der geschlechtlichen Vermehrung tritt bei Pocillopora eine als Polypenausbürgerung bezeichnete Form der ungeschlechtlichen Vermehrung auf. Dabei lösen sich einige Polypen ohne Skelett vom Korallenstock, lassen sich treiben, siedeln sich an einer günstigen Stelle wieder an und bilden eine neue Kolonie.

## Arten
- Pocillopora acuta Lamarck, 1816
- Pocillopora aliciae Schmidt-Roach, Miller & Andreakis, 2013
- Pocillopora ankeli Scheer & Pillai, 1974
- Pocillopora bairdi Schmidt-Roach, 2014
- Pocillopora brevicornis Lamarck, 1816
- Pocillopora capitata Verrill, 1864
- Pocillopora damicornis (Linnaeus, 1758)
- Pocillopora effusa Veron, 2000
- Pocillopora elegans Dana, 1846
- Pocillopora fungiformis Veron, 2000
- Pocillopora grandis Dana, 1846
- Pocillopora indiania Veron, 2000
- Pocillopora inflata Glynn, 1999
- Pocillopora kelleheri Veron, 2000
- Pocillopora ligulata Dana, 1846
- Pocillopora mauritiana Brueggemann, 1877
- Pocillopora meandrina Dana, 1846
- Pocillopora molokensis Vaughan, 1907
- Pocillopora verrucosa (Ellis & Solander, 1786)
- Pocillopora vitiensis Hofmeister, 1945 †
- Pocillopora woodjonesi Vaughan, 1918
- Pocillopora zelli Veron, 2000